# Tropidozoum cellariiforme
Tropidozoum cellariiforme is een mosdiertjessoort uit de familie van de Euthyrisellidae. De wetenschappelijke naam van de soort is voor het eerst geldig gepubliceerd in 1957 door Harmer.